# IC 4755
IC 4755 је спирална галаксија у сазвјежђу Паун која се налази на листи објеката дубоког неба у Индекс каталогу.
Деклинација објекта је - 63° 41' 30" а ректасцензија 18h 45m 0,9s. Привидна величина (магнитуда) објекта IC 4755 износи 14,3 а фотографска магнитуда 15,1. IC 4755 је још познат и под ознакама ESO 103-58, DRCG 51-2, IRAS 18402-6344, PGC 62349.